# Małgorzata Kanieska
Małgorzata Kanieska (* 26. Dezember 1988) ist eine polnische Snookerschiedsrichterin aus Warschau.

## Leben
Geboren 1988, wurde Kanieska in den 2000er Jahren durch die TV-Übertragungen von Eurosport auf Snooker aufmerksam. Interessiert an den Regeln des Spiels, entschied sie sich, einen Schiedsrichterkurs zu besuchen. Tatsächlich leitete Kanieska danach regelmäßig Snookerpartien als Unparteiische. 2010 schiedsrichterte sie beim Prague Classic erstmals ein professionelles Spiel, ein Jahr später beim Warsaw Classic erstmals eine im Fernsehen übertragene Partie. Nebenher schloss sie ihr Studium in Luft- und Raumfahrttechnik ab. In den folgenden Jahren nominierte World Snooker sie regelmäßig für Profispiele, besonders auf der Players Tour Championship und in den Qualifikationsrunden vollwertiger Ranglistenturniere, darunter auch in der Qualifikation der Snookerweltmeisterschaft. Vereinzelt wurde sie für Spiele höherer Runden eingesetzt, darunter im Endspiel der Gdynia Open 2015, der Gibraltar Open 2019 und der Tour Championship 2023. Bis 2023 leitete sie zudem insgesamt vier Spiele, in denen ein offiziell anerkanntes Maximum Break erzielt wurde. 2025 leitete sie erstmals Spiele der Endrunde der Snookerweltmeisterschaft im Crucible Theatre.